# Битуха
Битуха — деревня в Пеновском районе Тверской области.

## География
Находится в западной части Тверской области на расстоянии приблизительно 27 км на северо-запад по прямой от районного центра поселка Пено на правом берегу речки Руна.

## История
Деревня была показана на карте 1825 года. В 1859 году здесь было учтено 15 дворов, в 1939 — 28. До 2020 года входила в Чайкинское сельское поселение (Тверская область) Пеновского района до их упразднения.

## Население
Численность населения: 146 человек (1859 год), 3 (русские 100 %) в 2002 году, 1 в 2010.